# Landtagswahl im Saarland 1947
- KP: 2
- SPS: 17
- CVP: 28
- DPS: 3

Die Landtagswahl am 5. Oktober 1947 waren die ersten Wahlen im französischen Protektorat Saarland. Ab 1947 war das Saarland ein autonomes Gebiet unter französischer Protektion. Die Wahlen 1947 waren die ersten freien Wahlen zu einem Landtag seit 1935. Erste Aufgabe des Landtages war die Verabschiedung einer Verfassung für das Saarland, weshalb dieser als Verfassunggebende Versammlung bezeichnet wurde.
Zur Wahl waren nur vier Parteien zugelassen, die nicht für eine Wiedervereinigung mit dem deutschen Kernland eintraten. Insbesondere waren keine Ableger von Parteien der westdeutschen Länder erlaubt. Zur Wahl standen die konservative Christliche Volkspartei des Saarlandes (CVP), die Sozialdemokratische Partei des Saarlandes (SPS), die liberale Demokratische Partei Saar (DPS) und die Kommunistische Partei Saar (KP).

## Wahlrecht
Die Sitze wurden innerhalb der folgenden Wahlkreise proportional nach dem D’Hondt-Verfahren verteilt:
- Saarbrücken (18 Sitze): Stadt Saarbrücken, Landkreis Saarbrücken
- Saarlouis (13 Sitze): Landkreis Merzig-Wadern, Landkreis Saarlouis
- Neunkirchen (19 Sitze): Landkreis Homburg, Landkreis Ottweiler, Landkreis Sankt Ingbert, Landkreis St. Wendel

Personen, die am 30. Januar 1935 nicht an der Saar, sondern im übrigen Deutschen Reich wohnhaft waren, waren nur dann wahlberechtigt, wenn sie danach wenigstens zehn Jahre ihren ständigen Wohnsitz an der Saar hatten. Hierdurch wurden etwa 35.000 Personen vom Wahlrecht ausgeschlossen. Darüber hinaus waren ehemalige Mitglieder der NSDAP und anderer NS-Organisationen nicht wahlberechtigt. An der Wahl teilnehmen konnte nur, wer wahlberechtigt war und sich rechtzeitig in Wahllisten eingetragen hatte. Dies erklärt die besonders hohe Wahlbeteiligung von 95,7 %: Wer ohnehin nicht an der Wahl teilnehmen wollte, trug sich auch nicht in die Wahllisten ein.

## Ergebnis
Die Stimmen und Sitze verteilten sich nach dem amtlichen Ergebnis wie folgt:
|                 | Wahlbezirk Saarbrücken | Wahlbezirk Saarbrücken | Wahlbezirk Saarbrücken | Wahlbezirk Saarlouis | Wahlbezirk Saarlouis | Wahlbezirk Saarlouis | Wahlbezirk Neunkirchen | Wahlbezirk Neunkirchen | Wahlbezirk Neunkirchen | Saarland insgesamt | Saarland insgesamt | Saarland insgesamt |
| Anzahl          | %                      | Sitze                  | Anzahl                 | %                    | Sitze                | Anzahl               | %                      | Sitze                  | Anzahl                 | %                  | Sitze              |                    |
| --------------- | ---------------------- | ---------------------- | ---------------------- | -------------------- | -------------------- | -------------------- | ---------------------- | ---------------------- | ---------------------- | ------------------ | ------------------ | ------------------ |
| Wahlberechtigte | 193.030                |                        |                        | 131.580              |                      |                      | 196.245                |                        |                        | 520.855            |                    |                    |
| Wähler          | 185.590                | 96,1                   |                        | 125.420              | 95,3                 |                      | 187.617                | 95,6                   |                        | 498.627            | 95,7               |                    |
| Gültige Stimmen | 167.426                | 90,2                   |                        | 112.674              | 89,8                 |                      | 169.465                | 90,3                   |                        | 449.565            | 90,2               |                    |
| Sitze insgesamt |                        |                        | 18                     |                      |                      | 13                   |                        |                        | 19                     |                    |                    | 50                 |
| CVP             | 69.355                 | 41,4                   | 8                      | 69.515               | 61,7                 | 9                    | 91.212                 | 53,8                   | 11                     | 230.082            | 51,2               | 28                 |
| SPS             | 65.163                 | 38,9                   | 7                      | 30.146               | 26,8                 | 4                    | 51.983                 | 30,7                   | 6                      | 147.292            | 32,8               | 17                 |
| DPS             | 16.767                 | 10,0                   | 2                      | 6.363                | 5,6                  |                      | 11.125                 | 6,6                    | 1                      | 34.255             | 7,6                | 3                  |
| KP              | 16.141                 | 9,6                    | 1                      | 6.650                | 5,9                  |                      | 15.145                 | 8,9                    | 1                      | 37.936             | 8,4                | 2                  |

Nach der Wahl bildeten CVP und SPS eine Regierung unter Ministerpräsident Johannes Hoffmann.